# 茨城観光自動車
茨城観光自動車株式会社（いばらきかんこうじどうしゃ）は、茨城県土浦市に本社を置いていた企業。バス事業（乗合バス・貸切バス）、タクシー事業、旅行業、不動産業を営んでいた。通称は「茨観（いばかん）」。

## 概要

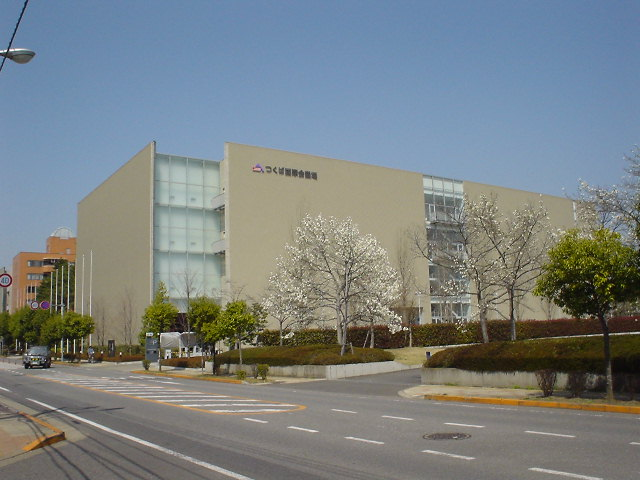
地元業者でありながら筑波研究学園都市に路線を持つことがかなわず、皮肉にも事業撤退後に規制緩和が訪れ、さらに継承事業者によって経路見直しが行われた（唯一近接していた中心部施設、つくば国際会議場）

茨城観光自動車（茨観）は、第二次世界大戦後の混乱期であった1946年、元々鉄工所を経営していた先代社長が3台の軍用トラックを改造し、土浦 - 龍ケ崎間の乗合バス事業を無認可で始めたことを皮切りに、茨城県南地域西部に線的なバス路線を有した会社である。
土浦市街に本社および営業所を構え、土浦駅、牛久駅や佐貫駅などをターミナルとして、現在の牛久市、龍ケ崎市、つくば市、稲敷市、稲敷郡阿見町などに路線を広げた。京成、東武、旧国鉄・JR東日本の各大手交通企業グループのバス営業エリアに囲まれながらも、茨観はいかなる交通事業者の傘下に入ることなく、終始独立した会社であった。しかし末期は後述するように経営難に陥り、事業開始から約半世紀を経て2001年に廃業、翌2002年に法人格が消滅した。

### 路線展開
茨観が路線を有していた地域は、地域最大手である京成グループの関東鉄道（関鉄）の営業エリアでもあり、路線の面的展開が極めて難しい環境にあった。ただし、一部路線では関鉄と共同運行を行っていた。
関鉄の「土浦 - 野田団地 -つくばセンター線」や「牛久浄苑線」は茨観が開設し関鉄が継承した路線で、牛久市みどり野団地方面や竜ヶ崎ニュータウン各線は茨観と関鉄が共同運行していた路線であり、県南地域には茨観の路線を今に残すところがある。
一方、営業エリア内でありながら1968年から開発が始まった筑波研究学園都市の研究所アクセス路線を持つことはなく、同都市中心部に乗り入れることも実現しなかった。このため、つくば市域では従来からの農村を主たる需要とするローカル幹線のみで、都市機能が建設された「学園地区」を避けるように通っていたという特徴があった。
「第二本線」と呼ばれた「上郷線」は、急進展する学園都市の現状に見合わない旧道の経路を強いられ、つくばセンターバスターミナルにわずか1kmのところまで迫りながらも乗り入れが認められず、末期は苦戦することとなった。
それでも一時期は旧道代替の名目で一部区間に乗り入れていた学園南大通り・学園西大通りを発着する系統（土浦駅 - 東新井（現・東新井南）間）を設定、中心部付近と主要駅を結ぶ都市型系統として頻発運転をして事態の打開を図ろうとしたが、町外れの盲腸線ではまともに太刀打ちできず、短期間で縮小を余儀なくされている。
茨観の乗合バス廃業は特に牛久市東部、つくば市中西部、稲敷市の一部で広大な交通空白地帯を生んだ。それらの地域ではコミュニティバスや乗合タクシーなどが事実上の代替交通手段となっている。

### 事業所
- 本社営業所
  - タクシー部 茨観トラベルサービス 茨観商事 本社事務所を併設
  - 茨城県土浦市桜町
  - 業務企画全般 タクシー配車 不動産 観光サービス
- 下高津営業所（通称：土浦営業所） 運行管理事務所、工場、路線、貸切バス、タクシー車庫を併設。
  - 茨城県土浦市下高津
- 奥野事務所（通称：正直車庫）
  - 茨城県牛久市正直町
- 龍ケ崎営業所
  - （旧担当営業所廃止）
  - 茨城県龍ケ崎市馴馬町

## 沿革
- 1946年（昭和21年） - 羽富自動車として土浦 - 龍ケ崎間を3台のバスで運行開始（無認可）。
- 1949年（昭和24年）5月 - 茨城観光自動車設立 当初は貸切バスで事業免許取得。
- 2001年（平成13年）5月13日 - ダイヤ改定。
- 2001年（平成13年）6月1日 - 全路線廃止。
- 2002年（平成14年）5月 - 会社清算。

### 会社清算に至るまで
2001年（平成13年）5月23日、茨城新聞1面に「茨城観光自動車が廃業」との記事が大見出しで掲載され、茨観が経営危機であることが報じられた。この紙面における社長のコメントは「赤字路線を抱えることから、その赤字額が膨らんだため」としている。負債金額は12億円にものぼったが、本業たるバス事業ではなく不動産業での失敗が原因だったとも言われている。
末期は運輸省による経営改善の指導によって路線廃止が相次いだ（2000年（平成12年）12月に上郷線廃止、2001年（平成13年）5月に土浦駅乗り入れ廃止）。また、一部の社員が退職してしまったことで竜ヶ崎ニュータウン線が運行不能となる事態も生じ、共同運行相手の関東鉄道が急遽、社員と車両を各営業所から掻き集めて運行を確保した。
茨観は会社幹部が姿をくらます事態になり、労働組合が窓口になり陸運支局や茨城県庁や沿線市町村との協議を続けたが、県庁にも担当部署がなく協議は難航した。そんな中、他線に先がげて上郷線の廃止を表明した時、茨城県内の他の観光バス会社が路線バスに進出したいということで話し合いの場が設けられた。しかし、1985年をピークに利用客が減少していた同路線は、古参社員が多く営業収入よりも人件費が上回るということから存続を断念し廃止された。その反面、ベッドタウンとして利益を生み出していた牛久（みどり野団地など）や竜ヶ崎ニュータウンなどの路線を欲しがる会社が多数現れたため、奥野事務所に本社機能を移して新茨城観光バスという組合主導の新会社を設立し、銚子電気鉄道を見習って日本私鉄労働組合総連合会の指導の下、牛久・龍ケ崎地区をメインに営業を継続する道も探られたが、法律の壁は厚く、運輸省等が調整をして各市町村が既存会社に補助金をつけるという形でこの路線は既存の2社（関東鉄道、ジェイアールバス関東）に移管されることとなった。当時、並行して広域事業組合を設立しバスを運行する案も出されたが、一部関係市町村がバス事業に関して無関心なために周辺市町村で安易に補助金を付けることで放棄、現在のバス路線網の衰退（牛久市・龍ケ崎市・稲敷郡部など）に繋がった。
その後、茨観としては営業権を放棄することになったものの、中途でバスの運行を止めるわけにもいかず、廃業日までの1年間にわたり労働組合による自主運営のもとでダイヤ作成や運行管理が行われたが、経営陣の1人がタクシー部を独立させ有限会社茨観タクシーとして運行したことが労働基準局の指導で倒産とみなされない理由になるため、急遽2001年（平成13年）10月末日をもって廃業、清算業務に入り、2002年（平成14年）5月に会社が法的に消滅した。
当時、社員達の再雇用先として関東鉄道が内定していたが、同社も合理化中であったことから内部で異論が出たため、廃業まで2か月を切った頃に関鉄観光バスでの再雇用に急遽変更され、従業員の大半が路線バス乗務員であったことから再雇用に応じず、自主的に再就職の道を選ぶことになった。しかし、廃止日の2年ほど前から存続の道を含め関係監督省庁と協議をしてきたが、急遽廃業が出来ないし前例が無く公共交通であるがために影響が大きいと運輸省、茨城県庁によって進展が無い状態であった。その協議している間にも無給状態に近い形で引っ張られたために未払い賃金等が数億あり、法的手段や国の制度を利用をして労働債権を回収するのに、廃業後にも一部の組合役員達が1年間にわたり動いた。

## 乗合バス事業

### 廃止路線
土浦市、つくば市、龍ケ崎市、牛久市、阿見町、美浦村、旧江戸崎町、旧石下町、旧千代川村、下妻市（期間限定）に路線バスを運行していた。免許制時代であることと地域最大手の関東鉄道の営業エリアでもあることから面的な展開は図られず、土浦・正直車庫を中心として放射状に路線が広がっていた。各方面が集まる正直車庫前停留所では乗り継ぎ制度も設けられた。石下駅や江戸崎などでは他社とは別の場所に乗降場を構えており、石下駅停留所では駅前広場向かいの道路沿いに待合所を有していた。この待合所は閉鎖されたが建物は現存する。

#### 下高津営業所管内廃止路線（土浦）
- 土浦市内循環線（土浦駅 - 富士崎町 - 下高津坂下 - 土浦橋 - 千束町 - 川口町 - 土浦駅）
- 島田線（土浦駅 - 富士崎町 - 小松坂下 - 小岩田 - 右籾坂上 - 右籾神社前 - 学校区 - 阿見役場前 - 三晶樹脂前 - 阿見中央公民館前 - 吉原 - 福田 - 下久野 - 島田）
- 下吉原線（阿見役場前 - 三晶樹脂前 - 吉原 - 下吉原）
- 柴崎線（土浦駅 - 右籾神社前 - 学校区 - 吉原 - 下久野 - 島田 - 君ケ小 - 角崎 - 柴崎）

柴崎発のみ龍ケ崎乗務員が担当。
- 木原線（木原 - 君島 - 飯倉 - 正直 - 羽原 - 竜ヶ崎駅）
- 石下線（土浦駅 - 下高津坂下 - 下高津入口 - 野田団地 - 小野崎 - 島名 - 上郷 - 豊田 - 石下）
- 百家線（土浦駅 - 下高津坂下 - 下高津入口 - 小野崎 - 島名 - 百家 - 上郷）
- 高須賀線（土浦駅 - 下高津坂下 - 下高津入口 - 小野崎 - 島名 - 高山中学校 - 高須賀）
- 川口町経由石下線（土浦駅 - 川口町 - 千束町 - 下高津入口 - 島名・上郷方面）
- 福田スクール線（阿見役場前 - 三晶樹脂前 - 吉原 - 福田）

夕方の2便のみ設定。

#### 龍ケ崎営業所管内・奥野事務所（正直車庫）廃止路線
- 江戸崎線（牛久駅西口 - 牛久商工会議所前 - 海老原産業前）
- みどりの線・女化農協線（牛久駅東口 - 関電工前 - みどりの北）
- 第14次線・女化農協線（牛久駅東口 - 関電工前 - かわはら団地 - 第14次）
- 急行・牛久アケーディア線（牛久駅東口 - （無停車） - 牛久浄苑）
- NT城ノ内線（佐貫駅東口 - （無停車） - 藤ケ丘五丁目 - 城ノ内五丁目）

運行開始後1年間は無料運行。
- 牛久市内循環線（みどりの団地中央 - 牛久上町 - 牛久三差路 - 牛久駅西口）

国道6号経由便が廃止。

#### 下高津営業所（土浦）
- 龍ケ崎線（土浦駅 - 富士崎町 - 小松坂下 - 小岩田 - 右籾坂上 - 右籾神社前 - 学校区 - 阿見役場前 - 三晶樹脂前 - 阿見中央公民館前 - 吉原 - 飯倉 - 正直 - 羽原 - 竜ヶ崎駅）
社内では「第一本線」と呼称していた。
- 福田線
- 正直線
- ひたち野うしく線
ひたち野地区に栄町循環線から分岐して乗り入れ。ひたち野は当時開発途上で需要が少なかったが、免許制の下でジェイアールバス関東の牛久駅進出を阻止する目的（防衛線）があった。
  - 市役所経由
  - 栄町経由
- 牛久市内循環線
- 牛久総合福祉センター線（牛久駅東口 - みどり野団地 - 柏田（みどり野） - さくら台 - 牛久福祉センター）
- 美浦村循環線
- 君ケ小スクール線（君ヶ小学校 - 上君山）
- 上郷線（入出庫は上郷車庫）
社内では「第二本線」と呼称され、上郷・島名・東新井の3系統で運行されていた。
  - 土浦市役所経由
  - 大町経由
  - 千束町経由
- 常総学院スクール

#### 奥野事務所（正直車庫）
- 龍ケ崎線
- 江戸崎線（西の下経由、下久野経由）
- 正直線（市役所経由、栄町経由）
- 鹿ケ作線（市役所経由、栄町経由）
- 牛久浄苑線
- 栄町循環線（栄町経由、市役所経由）
- 愛和病院線
- 女化線（牛久駅東口 - 市役所 - 岡見保育所 - 女化 - 馴馬 - 竜ヶ崎駅）
- みどりの線（牛久駅東口 - みどりの団地 - 女化神社 - 馴馬 - 竜ヶ崎駅）
- 第14次線（牛久駅東口 - かわはら台 - 女化神社 - 馴馬 - 竜ヶ崎駅）
- 女化農協線（みどりの団地経由、かわはら台経由）
- 東洋高校スクール線
- 県立牛久スクール線
- NT長山線
- NT久保台線
- NT龍ケ岡線
- （特定）龍ケ崎福祉バス

## 車両
主に日野自動車製の車両を採用し、スケルトンボディへの移行後はいすゞ製の富士重工業5Eボディと三菱ふそう製も採用した。路線車は初期を除き、基本的に水色系の塗装だったが、竜ヶ崎ニュータウン線専用に独自塗装もあった。中期の土浦の他社は関鉄が青系、日観が赤系であった。廃業後に一部の車両は関東鉄道などに引き取られた。
エンブレムは鳩の羽をモチーフとしており、これは創業者の姓羽富から取られたもの。
茨観の路線バスの方向幕では相互式を除いて「牛久駅行」「上郷行」などと終着地名に「行」（行き）を付けていた。こうした例は日本の路線バスでは数少ない。

## 関連会社
- 茨観タクシー - 茨城観光自動車タクシー部 → 有限会社茨観タクシーへ分社化。
- 茨観トラベルサービス - 貸切課の営業部門。定期販売、旅行斡旋、営業等を行っていた。
- 茨観商事 - 経営陣が設立したグループ不動産会社。
- 八洲商事 - 経営陣が設立したBMW正規代理店（土浦本社、守谷支店）。2008年にモトーレンつくば（兵庫県の輸入車ディーラー「クインオート」が設立）に営業譲渡。
- 宇田川コーポレーション - 八州商事と縁戚関係の県内最大手石油販売会社。主要取引先。